# Filipijns stekelvarken
Het Filipijnse stekelvarken (Hystrix pumila) is een zoogdier uit de familie van de stekelvarkens van de Oude Wereld (Hystricidae). De wetenschappelijke naam van de soort werd voor het eerst geldig gepubliceerd door Albert Günther in 1879.

## Leefwijze
Deze soort is gevonden in bossen, aan bosranden en in graslanden. Soms worden oude mijnschachten als schuilplaats gebruikt. Wetenschappers hebben gezien dat het dier fruit eet. De leden van de Tagbanua-stam op Palawan maken veel jacht op dit dier; het stekelvarken wordt dan vaak uit zijn ondergrondse hol uitgegraven.

## Verspreiding
Deze soort komt voor op de Filipijnse eilanden Palawan en Busuanga.

## Verwantschap
Deze soort behoort samen met het Sumatraanse stekelvarken (H. sumatrae) en het Borneostekelvarken (H. crassispinis) tot het ondergeslacht Thecurus. Er zijn drie exemplaren bekend uit sedimenten uit het Laat-Pleistoceen (ruim 11000 jaar geleden). Het dier stond op de Rode Lijst als "Veilig" (LC), maar wetenschappers die het dier op Palawan onderzocht hebben bepleitten dat de status "Gevoelig" (NT) of "Onzeker" (DD) mogelijk beter op zijn plaats zou zijn. In 2017 is de status aangepast naar "Kwetsbaar" (VU).